# 吳州 (隋朝)
吳州，中国古代的州。

## 沿革
隋朝開皇九年（589年），滅南朝陳，廢除東揚州及其領郡，以故東揚州之會稽郡置吳州，治會稽縣（今浙江省紹興市），領四縣：會稽、句章、諸暨、剡。
大業元年（605年），改吳州為越州。